# بر أفتاب تهليون (تشين)
بر أفتاب تهلیون (بالفارسية: برآفتآب تهلیون) هي قرية تقع في إيران في قسم تشین الريفي. يقدر عدد سكانها بـ 50 نسمة بحسب إحصاء 2016.